# Gabara stygialis
Gabara stygialis là một loài bướm đêm trong họ Erebidae.